# 大弗雷努瓦
大弗雷努瓦（法語：Fresnoy-le-Grand，法語發音：[fʁɛnwa lə ɡʁɑ̃]）是法国上法蘭西大區埃纳省的一个市镇，属于圣康坦区。

## 地理
大弗雷努瓦（49°56'51"N, 3°25'2"E）面积15.07 平方千米，位于法国上法蘭西大區埃纳省，该省份为法国北部内陆省份，北起北部省，西接索姆省和瓦兹省，东临阿登省和马恩省，西南至塞纳-马恩省，东北部与比利时接壤。
与大弗雷努瓦接壤的市镇（或旧市镇、城区）包括：博安昂韦尔芒多瓦、大布朗库尔、克鲁瓦丰索姆、埃塔沃和博基欧、蒙布勒安、瑟邦库尔。

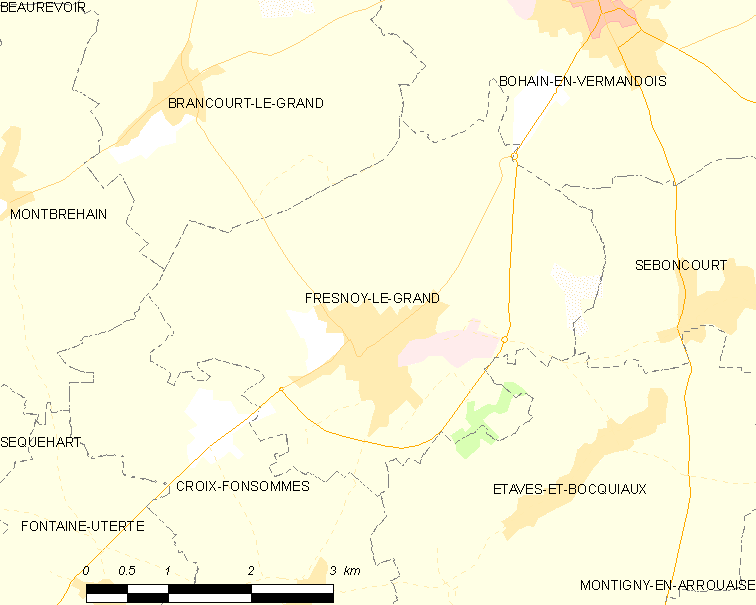
大弗雷努瓦的OSM定位图

大弗雷努瓦的时区为UTC+01:00、UTC+02:00（夏令时）。

## 行政
大弗雷努瓦的邮政编码为02230，INSEE市镇编码为02334。

## 政治
大弗雷努瓦所属的省级选区为博安昂韦尔芒多瓦县。

## 人口

1962-2008年间大弗雷努瓦人口变化图示

大弗雷努瓦于2022年1月1日时的人口数量为2915人。